# Uperoleia trachyderma
Uperoleia trachyderma es una especie  de anfibios de la familia Myobatrachidae.

## Distribución geográfica
Se encuentra en el norte de Australia.